# Ulupamir
Ulupamir est une ville du district d'Erciş, dans la province de Van, en Turquie. Elle est peuplée majoritairement de Kirghizes.

## Toponymie
Le nom de la ville est composé du mot turc ulu, qui signifie « grand, élevé », et de pamir, qui fait référence au Pamir, un massif de montagne d'Asie centrale.

## Géographie
Elle se situe dans le Kurdistan turc, à une vingtaine de kilomètres au nord d'Erciş, et à une trentaine de kilomètres de la rive nord du lac de Van.

## Climat
Ulupamir possède un climat continental humide (classification de Köppen Dsb). Au cours de l'année, la température varie généralement de −6,1 °C en janvier à 20,6 °C en juillet. La température moyenne annuelle est de 7,4 °C, et la moyenne des précipitations annuelles est de 487 mm.

## Histoire
Au début des années 1980, plusieurs centaines de Kirghizes originaires du corridor du Wakhan en Afghanistan, et fuyant les troubles liés à la révolution de Saur, sont accueillis en Turquie et installés à Ulupamir par le gouvernement turc dirigé par Kenan Evren.